# 武德奈
武德奈（法語：Voudenay，法語發音：[vudnɛ]）是法国科多尔省的一个市镇，位于该省西南部，和索恩-卢瓦尔省接壤，属于博讷区。

## 地理
武德奈（47°5'36"N, 4°22'46"E）面积21.45 平方千米，位于法国勃艮第-弗朗什-孔泰大區科多尔省，该省份为法国中东部省份，北起奥布省，西接涅夫勒省和约讷省，南至索恩-卢瓦尔省，东南接汝拉省，东临上索恩省，东北部与上马恩省接壤。
与武德奈接壤的市镇（或旧市镇、城区）包括：维耶维、伊戈尔奈、马尼安、芒莱、马尔舍瑟伊、巴尔奈。
武德奈的时区为UTC+01:00、UTC+02:00（夏令时）。

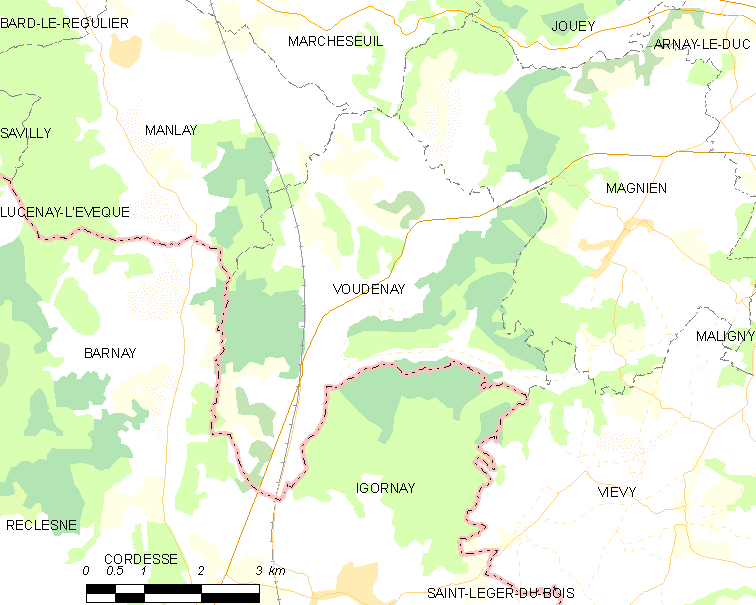
武德奈的OSM定位图

## 行政
武德奈的邮政编码为21230，INSEE市镇编码为21715。

## 政治
武德奈所属的省级选区为阿尔奈勒迪克县。

## 交通
法国高速铁路东南线经过境内但未设任何站点。

## 人口

1962-2008年间武德奈人口变化图示

武德奈于2022年1月1日时的人口数量为193人。